# Argyrodes miniaceus
Argyrodes miniaceus là một loài nhện trong họ Theridiidae.
Loài này thuộc chi Argyrodes. Argyrodes miniaceus được Carl Ludwig Doleschall miêu tả năm 1857.